# Yangchun (sockenhuvudort i Kina, Heilongjiang Sheng, lat 47,76, long 125,49)
Yangchun (kinesiska: 阳春, 阳春乡) är en sockenhuvudort i Kina. Den ligger i provinsen Heilongjiang, i den nordöstra delen av landet, omkring 240 kilometer norr om provinshuvudstaden Harbin. Antalet invånare är 24 099. Befolkningen består av 11 973 kvinnor och 12 126 män. Barn under 15 år utgör 13,0 %, vuxna 15-64 år 79 %, och äldre över 65 år 7,0 %.
Runt Yangchun är det ganska tätbefolkat, med 120 invånare per kvadratkilometer. Närmaste större samhälle är Zhongxin, 14,9 km sydväst om Yangchun. Trakten runt Yangchun består till största delen av jordbruksmark.
Genomsnittlig årsnederbörd är 861 millimeter. Den regnigaste månaden är juli, med i genomsnitt 289 mm nederbörd, och den torraste är januari, med 7 mm nederbörd.